# Thunder Lotus Games
Thunder Lotus Games est un studio indépendant de développement de jeux vidéo basé à Montréal, au Canada. Fondée en 2014, la société est surtout connue pour avoir développé Jotun, Sundered et Spiritfarer.

## Histoire
Le studio a été fondé en 2014 après que le fondateur, Will Dubé, a quitté son emploi d'origine dans un studio de jeux vidéo mobiles pour lancer son propre projet, Jotun sur Kickstarter, afin d'obtenir un financement. Il voulait à l'origine nommer le studio « Lotus Games », bien qu'il ait finalement évité ce nom en raison d'une confusion avec une autre société nommée Lotus Entertainment. Jotun a connu une campagne de financement participatif réussie qui a permis de récolter plus de 64 000 $, dépassant les attentes de Dubé. Le jeu est devenu un succès financier après son lancement en 2015, attirant plus d'un million de joueurs. Le succès du premier jeu a permis à l'entreprise de commencer le développement de son prochain jeu, Sundered, un jeu Metroidvania inspiré de Rogue Legacy et Super Metroid . Il a atteint son objectif de financement participatif un jour après le lancement de sa campagne Kickstarter.
À la suite de la sortie de Sundered, la société a signé avec le fonds d'investissement Kowloon Nights pour la sortie de son prochain jeu, Spiritfarer. Ce fut un succès commercial, se vendant à plus d'un million d'exemplaires. L'entreprise comptait, en 2019, 16 salariés. 14 d’entre eux sont des développeurs à temps plein, tandis que les deux autres sont responsables de la publication des jeux.

## Jeux
| Année | Titre        | Plateforme(s)                                                              |
| ----- | ------------ | -------------------------------------------------------------------------- |
| 2015  | Jotun        | Microsoft Windows, PlayStation 4, Wii U, Xbox One, Nintendo Switch, Stadia |
| 2017  | Sundered     | Microsoft Windows, PlayStation 4, Xbox One, Nintendo Switch, Stadia        |
| 2020  | Spiritfarer  | Microsoft Windows, PlayStation 4, Xbox One, Nintendo Switch, Stadia        |
| 2024  | 33 Immortals | Microsoft Windows, Xbox Series                                             |